# Trovador

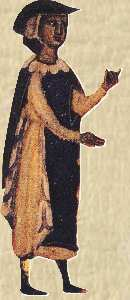
, trovador medieval occitano, según un manuscrito del sobre la música trovadoresca.

Los trovadores (del idioma occitano trobador, pronunciado [tɾuβa'ðu]) fueron músicos y poetas medievales, que componían sus obras y las interpretaban, o las hacían interpretar por juglares o ministriles, en las cortes señoriales de ciertos lugares de Europa, especialmente del sur de Francia, entre los siglos XII y XIV. La poesía trovadoresca se compuso principalmente en idioma occitano.

## Orígenes
Los trovadores, personajes mayoritariamente de la nobleza, pero también burgueses, con sus canciones amorosas sobre todo, pero también con sus composiciones de propaganda política, sus debates y, en definitiva, con su visión del mundo, muestran el inicio de una historia cultural y política con una variedad que no se encuentra en ningún otro documento de la época. Su literatura, además, será una de las fuentes básicas de la poesía que durante siglos se cultivará en Europa occidental. Incluso en el siglo XX,  compusieron estos escritores de los siglos XII y XIII que cantaban por los pueblos.
El estudio de los trovadores se incluye habitualmente dentro de la historia de la literatura occitana. Escribían en una variedad culta del idioma provenzal antiguo (lengua poética de los trovadores), que surgió en Occitania en los estertores del siglo XI y se extendió por el occidente europeo, sobre todo en Cataluña y el norte de Italia, conformando una literatura de una unidad importante en un momento en que las diferencias entre los idiomas provenzal y catalán eran poco notables. Así, en la plenitud de su producción literaria ―siglo XIV y parte del XV― en Cataluña, un mismo escritor usaba el occitano en su obra poética, y el catalán en la prosa. Esta situación pervive hasta la obra de Ausiàs Marc (1397-1459). La tradición literaria de los trovadores aún tuvo vigencia en parte de la poesía española del siglo XX, tanto con respecto a los aspectos formales como de contenido, representando una de las bases esenciales de la lírica catalana.
Conviene esclarecer la diferencia entre trovador y juglar. El trovador era un poeta lírico, por lo general de condición social elevada, que se acompañaba de una melodía fija y cuyo texto se fijaba por escrito y no se transmitía con variantes, además de que no necesitaba utilizar sus facultades artísticas como medio de vida. El juglar, sin embargo, llevaba una vida ambulante, recitaba con una entonación específica pero no melódica, memorizaba los textos e incluso improvisaba a partir de determinados motivos temáticos, podía ayudarse de la mímica y la dramatización; características que lo convierten en uno de los máximos representantes de la literatura de transmisión oral de carácter folclórico o popular. No obstante, en ocasiones es posible confundirlos o reconocer individuos que reunieron las dos tipologías. De modo muy esquemático, suele asociarse al trovador con el autor (creador), y al juglar con el actor (intérprete). Ambos se sintetizarían en la cultura musical del siglo XX con la imagen del cantautor.

### Etimología
Entre las diversas posibilidades etimológicas de la palabra «trovar», la más adecuada es la de inventar o crear literariamente. Hace falta distinguir en esta época el significado de dos palabras que en nuestros días se usan sin ningún matiz diferenciador: poeta y trovador. El primero era aquel que escribía poesía en latín, en cambio el segundo lo hacía en una lengua romance.
La misma etimología tiene la palabra «trovero», aplicada a la persona que hace trovos (cantos tradicionales del sureste español).

### Los trovadores
Entre 1110 y 1280 se registran unos 450 trovadores de idioma occitano.
Pierre A. Riffard —citando a autores como Marrou, Roubaud y A. Moret—, menciona entre los más notables trovadores cátaros a Pierre Rogier de Mirepoix, Bernard Mir y Guilhem de Dulfort, y a Chrétien de Troyes (desde 1164) como máximo representante en lenguas de oíl. También incluye el fenómeno de los «minnesänger» germanos (1170 a 1340) y a los poetas del «stil nuovo» como Dante y Cavalcanti, insistiendo en el aspecto esoterista de la obra trovadoresca de Chrétien y Dante.
Asimismo, se han considerado trovadores personajes como: Guillermo de Poitiers, el papa Clemente IV, no siendo papa, sino antes de ser arzobispo de Narbona y obispo del Pueg, conocido como Gui Folqueis, o el rey de Inglaterra Ricardo Corazón de León (que antes de presidir la corte inglesa fue duque de Aquitania y conde de Poitiers), Pedro el Grande y Federico III de Sicilia; a diversos personajes de la nobleza como el catalán Giraldo III de Cabrera, o a individuos de origen humilde, como Marcabrú, que empezó como juglar. Entre las mujeres trovadoras («trobairitz»), casi siempre de la nobleza, destacó Beatriz de Día.

### Cantantes
Los cancioneros son unos documentos ―en total se conservan 95 (y se han destruido 8)― que constan habitualmente de tres apartados: vidas, razones y composiciones. De algunos trovadores únicamente se incluían las poesías sin ninguna otra referencia.
- En el primer apartado se explicaba la vida del trovador.
- En el segundo, las razones por las cuales había escrito determinado poema. Esta información no solía ser frecuente.
- Por último, figuraba el propio poema, en 256 casos con la melodía correspondiente.

En estos documentos se conservan 2542 poemas y versos, que a veces se repiten en diferentes cancioneros y a veces se atribuyen a diferentes trovadores. En cuanto a las biografías las hay de todo tipo: extensas o cortas según el cancionero, reales o inventadas, como se ha podido comprobar al compararlas con otros documentos de la época.

## Estilos poéticos
La poesía trovadoresca se manifestaba a través de estilos (o trovas) diferentes:
- Trova leve (o plana): expresión sencilla, palabras no complicadas ni de doble sentido, ausencia de recursos estilísticos difíciles. Pensamientos claros que puede captar fácilmente un auditorio variado. Este es el estilo más utilizado, sobre todo en los sirventés.
- Trova hermética: hay varios tipos: caro, oscuro, sutil, delgado, cubierto..., según lo expresen los propios trovadores en sus composiciones, sin especificar las características. Los dos más habituales son los siguientes:
  - Trova cerrada: trova hermética basada en la complicación de conceptos, el abuso de la agudeza, un lenguaje a menudo de argot (que ofrece problemas de interpretación en la actualidad, no tanto, seguramente, en el momento que se escribió). Marcabrú lo usó con frecuencia.
  - Trova rica: el hermetismo se basa en la complicación de la forma, que busca la sonoridad de la palabra y por lo tanto usa un lenguaje difícil, con rimas extrañas, etc. Arnaut Daniel fue el gran maestro de este estilo.

### Influencia en Europa
Personajes similares aparecieron en otras regiones de Europa. Ya se ha mencionado Cataluña y el norte de Italia, cuya trova estaba íntimamente relacionada con la provenzal. En el norte de Francia, en la región de lenguas de oïl, y en Inglaterra aparecieron los trouvères o troveros, en Alemania los Minnesänger en el occidente de la península ibérica las cantigas galaico-portuguesas.

## Géneros trovadorescos

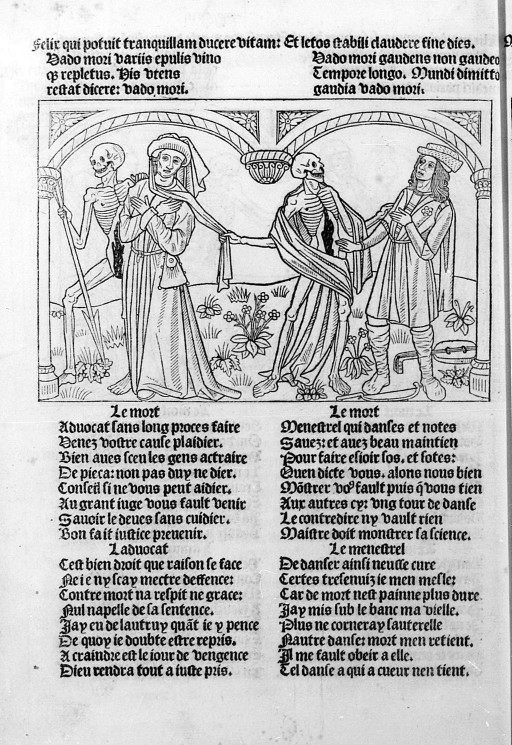
Grabado representando a la muerte llevándose a un trovador (derecha) y a un abogado. La Danse macabre; París: Guy Marchant, 1486.

La poesía trovadoresca era sobre todo de temática amorosa, pero también podía centrarse en aspectos políticos, morales, literarios, etc. A continuación hay una clasificación no exhaustiva de su literatura dividida en tres apartados: los géneros condicionados por la versificación, en los que se tienen en cuenta los aspectos métricos y no la temática, que solía ser amorosa; los géneros condicionados por el contenido, que es el apartado más variado y extenso; y los debates entre trovadores, es decir, aquellas composiciones en que dos trovadores se enfrentan a través de un diálogo con una temática variada.

### Géneros condicionados por la versificación
- Balada
- descort

### Géneros condicionados por el contenido
- Canción
- Sirventés
- Canción de cruzada
- Planto
- Alba
- Alba religiosa
- Pastorela
- Serranista

### Debates entre trovadores
- Tensón
- Juego partido

### Otros estilos

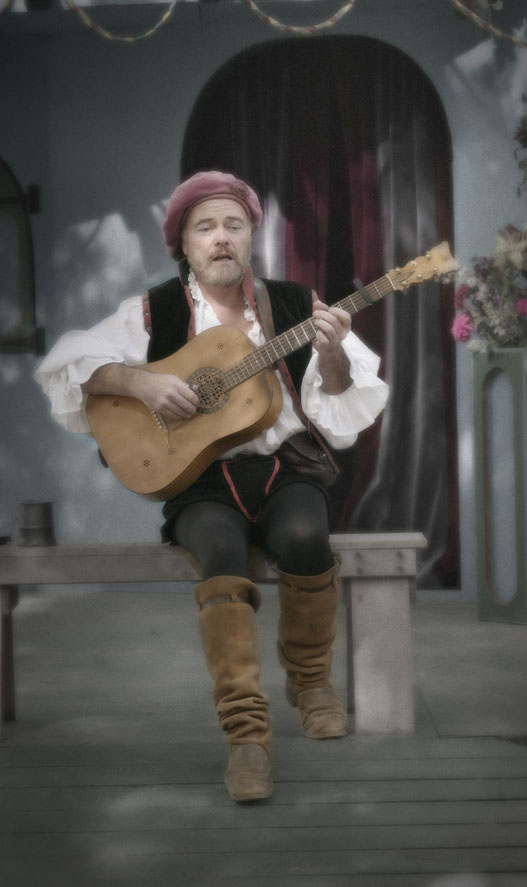
Owain Phyfe, un moderno trovador, actuando en una feria renacentista en 2003

Estos estilos tienen menos manifestaciones que los anteriores.
- Descort
- Escondit
- Enuig
- Estampida
- Gab
- Plaer
- Salut d'amor
- Sestina
- Somni